# 宇田川文海
宇田川 文海（うだがわ ぶんかい、嘉永元年2月24日（1848年3月28日） - 昭和5年（1930年）1月6日）は小説家・新聞記者。別名に鳥山棄三・鳥山捨三（どちらも「とりやま すてぞう」）。鳥山は母の旧姓。号は金蘭（きんらん）・除々庵（じょじょあん）。江戸本郷の道具屋伊勢屋市兵衛の三男。
「大阪毎日新聞」を拠点として、多くの明治初期通俗小説を執筆した。
大逆事件で死刑になった管野スガは、文海の妾だったことがあると、荒畑寒村の『寒村自伝』に書いてあったが、のち大谷渡の『管野スガと石上露子』（1989）がこれを否定した。だが堀部功夫は、この否定には何ら根拠がないとして批判し、『宇田川文海に師事した頃の管野須賀子』（日本古書通信社、2019.6）で詳細に両者の関係を調査した。

## 著作
- 『士族の商業』
- 『勤王佐幕巷説二葉松』
- 『大阪繁昌誌』（長谷川金次郎との共著）